# Drassyllus puebla
Espèce
Drassyllus puebla est une espèce d'araignées aranéomorphes de la famille des Gnaphosidae.

## Distribution
Cette espèce est endémique de l'État de Puebla au Mexique,. Elle se rencontre à Teziutlán.

## Description
La femelle holotype mesure 4,78 mm.

## Étymologie
Son nom d'espèce lui a été donné en référence au lieu de sa découverte, l'État de Puebla.

## Publication originale
- Platnick & Shadab, 1982 : A revision of the American spiders of the genus Drassyllus (Araneae, Gnaphosidae). Bulletin of the American Museum of Natural History, no 173, p. 1-97 (texte intégral).